# Il Quidditch attraverso i secoli
Il Quidditch attraverso i secoli (Quidditch Through the Ages) è uno pseudobiblium citato nel primo romanzo della saga di Harry Potter (Harry Potter e la pietra filosofale, 1997), scritta ed ideata da J. K. Rowling. Il libro è dedicato alla storia e all'evoluzione del gioco del Quidditch e, nella realtà, la Rowling scrisse in seguito una versione del libro, pubblicata da Comic Relief nel 2001, i cui proventi vennero devoluti in beneficenza. A maggio 2010, date le numerose vendite, il libro è stato ristampato con una copertina rinnovata.

## Il libro nella finzione
Il Quidditch attraverso i secoli è il libro più completo sulla storia e l'evoluzione del gioco del Quidditch, scritto da Kennilworthy Whisp e diffuso dalla WhizzHard Books.
Il volume offre, oltre a una dettagliata analisi dell'evoluzione del gioco, anche: 
- esempi di giochi praticati a cavallo di una scopa
- la storia del manico di scopa di tipo da corsa,
- una breve scorsa sulle squadre attualmente presenti in Gran Bretagna e Irlanda
- le più diffuse misure anti-babbano

Il volume è chiaramente il più apprezzato dagli studenti di Hogwarts, tanto che Madama Pince afferma che è il più maltrattato in assoluto.
Al suo primo anno di scuola Harry Potter si fece sequestrare il libro dal professor Severus Piton che aveva inventato una regola scolastica per l'occasione. Quando Harry cercò di riaverlo trovò il custode Argus Gazza insieme al professore, quest'ultimo era stato morso dal cane a tre teste: Fuffi. Harry non ha richiesto il libro e non lo ha più riavuto indietro.

## Il libro nella realtà

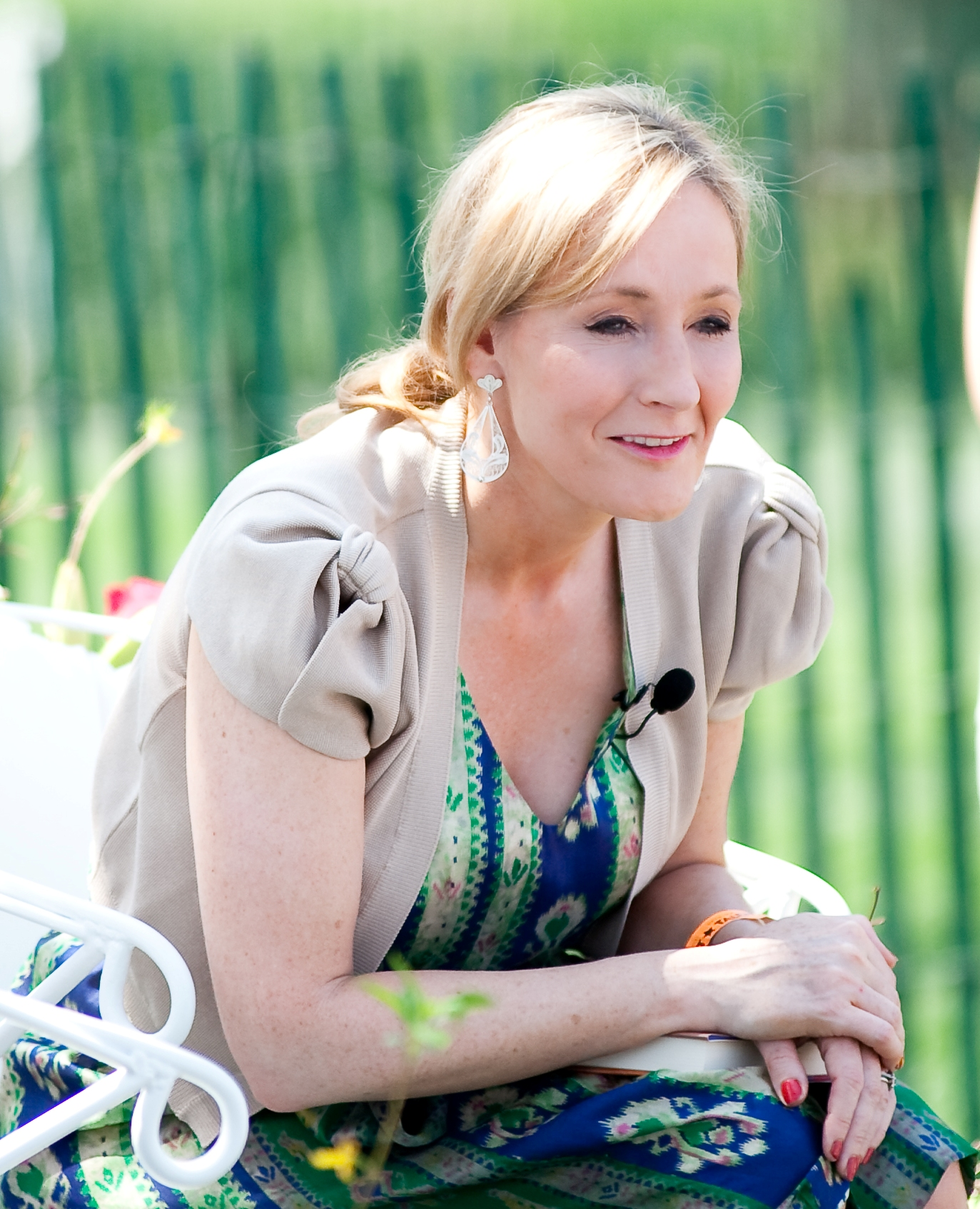
J. K. Rowling, ideatrice della serie di Harry Potter e autrice del libro

Nella realtà Il Quidditch attraverso i secoli è un libro a scopo di beneficenza scritto da J. K. Rowling, e pubblicato dalla Comic Relief.
Nell'introduzione del libro, inserita da Albus Silente, preside della scuola di Hogwarts, questi si premura di avvisare l'incauto lettore di eventuali incantesimi, ancora latenti, inseriti dalla bibliotecaria Madama Pince.
Nella terza di copertina il volume porta la classica pagina da prestito, presente in tutti i volumi da biblioteca, in cui si possono notare i nomi dei tre personaggi principali della saga di Harry Potter, nonché Oliver Baston, capitano della squadra del Grifondoro.
Il libro presenta i commenti di vari maghi famosi e editori, ovvero:
- Bathilda Bath, autrice di Storia della magia, un libro di testo per Harry;
- Brutus Scrimgeour, autore della Bibbia del battitore (probabilmente parente di Rufus Scrimgeour);
- Gilderoy Allock, autore di molti libri e professore di Difesa contro le Arti Oscure nel secondo volume della saga
- Ludovic Bagman, battitore per varie squadre e impiegato del Ministero della Magia fino al ritorno di Voldemort
- Rita Skeeter, inviata del giornale magico La Gazzetta del Profeta
- Editore alla guida della scelta della scopa

La prefazione di Albus Silente, con un gradevole excursus sulle manie di Madama Pince, e la biografia dell'autore magico Kennilworthy Whisp.

### Kennilworthy Whisp
Stando a quanto dice il libro, Kennilworthy è un noto esperto del Quidditch e un fanatico. Ha pubblicato molti altri libri in tema, come Il miracolo dei Wingtown Wanderers e Colpire i Bolidi - Inchiesta sulle strategie di difesa del Quidditch. Vive nel Nottinghamshire ed è un patito dei Wingtown Wanderes (li segue in tutte le trasferte).
Un altro testo composto per beneficenza e pubblicato dalla Comic Relief, Gli animali fantastici: dove trovarli.

## Edizioni in Italiano
Il Quidditch attraverso i secoli, Adriano Salani Editore, 2002. ISBN 88-8451-149-6